# Deltochilum multicolor
Deltochilum multicolor är en skalbaggsart som beskrevs av Vladimir Balthasar 1939. Deltochilum multicolor ingår i släktet Deltochilum och familjen bladhorningar. Inga underarter finns listade i Catalogue of Life.